# UFC Fight Night: Brunson vs. Till
UFC Fight Night: Brunson vs. Till (también conocido como UFC Fight Night 191 y UFC on ESPN+ 49) fue un evento de artes marciales mixtas producido por Ultimate Fighting Championship que tuvo lugar el 4 de septiembre de 2021 en las instalaciones del UFC Apex en Enterprise, Nevada, parte del área metropolitana de Las Vegas, Estados Unidos.

## Antecedentes
Aunque nunca fue anunciado oficialmente por la organización, la promoción quería inicialmente disputar el evento en Londres. Habría marcado el primer evento de la promoción en el Reino Unido desde UFC Fight Night: Till vs. Masvidal en marzo de 2019, así como el primer país, aparte de los Emiratos Árabes Unidos, en albergar un evento internacional después de que comenzaran los efectos de la pandemia en las artes marciales mixtas. Sin embargo, las negociaciones con los funcionarios británicos se esfumaron entre los protocolos de COVID-19 y la promoción se volvió a su base de Las Vegas.
El combate de peso medio entre Derek Brunson y el ex aspirante al Campeonato de Peso Wélter de la UFC Darren Till encabezó el evento. En un principio, se esperaba que sirvieran como acto principal de un evento previsto para el 14 de agosto, pero la fecha se descartó.
Varios combates estaban previstos para el evento del 14 de agosto, pero se reprogramaron para esta fecha: 
- Un combate de peso mosca femenino entre Taila Santos y Mandy Böhm.[6][7] A su vez, tras el cambio de sede, Santos fue retirada por supuestos problemas de visa y sustituida por la ex Campeona de Peso Mosca Femenino de KSW Ariane Lipski.[2] Posteriormente, el combate fue retirado de la tarjeta durante la semana previa al evento, ya que Böhm se quedó fuera por enfermedad. Se espera que el emparejamiento permanezca intacto y se reprograme dos semanas después en UFC Fight Night: Smith vs. Spann.[8]
- Combate de peso mosca femenino entre Molly McCann y Ji Yeon Kim.[9][10]
- Un combate de peso pluma entre Charles Jourdain y Lerone Murphy.[11][12] Murphy fue finalmente retirado del evento por problemas de visa y sustituido por Julian Erosa, cambiando el combate a un peso acordado de 150 libras.[13]
- Un combate de peso medio entre Marc-André Barriault y Dalcha Lungiambula.[11][14]

Un combate de peso mosca entre el ex retador del Campeonato de Peso Mosca de la UFC Alex Perez y Matt Schnell ha sido reprogramado para este evento. Originalmente se esperaba que se enfrentaran en UFC 262, antes de que Perez se viera obligado a retirarse por razones no reveladas. Luego fueron reprogramados nuevamente en UFC on ESPN: Barboza vs. Chikadze, antes de ser trasladados a este evento. Sin embargo, el combate fue aplazado de nuevo por razones desconocidas.
Se esperaba que Nathaniel Wood se enfrentara a Jonathan Martinez en un combate de peso gallo en el evento. Sin embargo, Wood se retiró del combate a mediados de agosto citando una mano rota y fue sustituido por Marcelo Rojo. En el pesaje, Martinez pesó 138 libras, dos libras por encima del límite de peso gallo en peleas no titulares. El combate se canceló después de que Martinez se retirara debido a las complicaciones derivadas de la reducción de peso.
Un combate de peso gallo entre Jack Shore y Said Nurmagomedov estaba programado para el evento. Sin embargo, Nurmagomedov fue retirado del evento por problemas de visa y fue sustituido por Zviad Lazishvili. Posteriormente, Lazishvili se retiró por lesión y fue sustituido por Liudvik Sholinian.
Se esperaba un combate de peso semipesado entre el ex aspirante al Campeonato de Peso Semipesado de la UFC Alexander Gustafsson y Paul Craig. Sin embargo, una semana antes del evento, Gustafsson se retiró por lesión.
En este evento se esperaba un combate de peso semipesado entre el ex aspirante al título de peso semipesado Volkan Oezdemir y Magomed Ankalaev. Sin embargo, el combate fue pospuesto a UFC 267 por razones desconocidas.
Se esperaba un combate en el peso wélter entre David Zawada y Sergey Khandozhko. Sin embargo, la semana anterior al evento, Khandozhko fue retirado del concurso por razones desconocidas y sustituido por Alex Morono.
Se esperaba que un combate de peso pesado entre Sergei Pavlovich y Tom Aspinall sirviera de coprotagonista. Sin embargo, Pavlovich se retiró una semana antes del evento por problemas de visa y fue sustituido por Sergey Spivak.
Un combate de peso ligero entre Marc Diakiese y Rafael Alves estaba programado para el evento. Sin embargo, Alves se retiró de la pelea a mediados de agosto por razones no reveladas y, a su vez, Diakiese fue retirado también de la tarjeta.

## Premios de bonificación
Los siguientes luchadores recibieron bonificaciones de $50000 dólares.
- Pelea de la Noche: Molly McCann vs. Ji Yeon Kim
- Actuación de la Noche: Paddy Pimblett y Tom Aspinall